# 화기 (전한)
화기(華寄, ? ~ 기원전 188년)는 초한전쟁기 ~ 전한 초기의 군인이다.

## 행적
사인(舍人)으로서 설(薛) 땅에서 고제를 따르고 연오(連敖)가 되어 한나라에 들어갔다. 도위 신분으로 항우를 치고, 또 한왕 신을 친 공로로 조양후(朝陽侯)에 봉해지고 식읍 1,000호를 받았다.
혜제 7년(기원전 188년)에 죽어 시호를 제(齊)라 하였고, 아들 화요가 뒤를 이었다.

## 출전
- 사마천, 《사기》 권18 고조공신후자연표(高祖功臣侯者年表)
- 반고, 《한서》 권16 고조공신후자연표(高惠高后文功臣表)